# Anatomi
Anatomi er læren om organismers form og opbygning. 
Menneskets og dyrenes anatomi er udforsket ved hjælp af dissektion og mikroskopi, Den er læren om organismers opbygning. Også planter, svampe og protister har hver deres anatomi.
Den humane anatomi beskriver, hvordan menneskets krop normalt er opbygget, mens forandringer ved sygdom eller skade betegnes patoanatomi.
Faget anatomi kan inddeles i makroskopisk og mikroskopisk anatomi. 
Underinddelinger er cytologi (cellelære) og histologi (vævslære).
Andre inddelinger er for eksempel topografisk anatomi (overfladeanatomi). Neuroanatomi er nervesystemets anatomi.
En specialist i læren om organismens opbygning kaldes en anatom. 
Det første anatomiske institut bliver grundlagt i Alexandria i Ægypten omkring 300 år f.Kr. sammen med flere andre vigtige fakulteter og et bibliotek, hvori man søger at samle al videnskabelig viden i verden. På dette anatomiske institut tillod kongen dissektioner. Det gav mulighed for at undersøge kroppens indre og beskrive organerne.
I Ægypten kom meget omfattende værker med beskrivelser af kroppen. De originale værker er gået tabt, men mange af dem blev oversat af arabiske læger, som tog dem med til bl.a. Persien og Grækenland, hvor traditionerne blev ført videre.
Studierne af anatomi og patoanatomi blomstrede igen op i renæssancen, hvor universiteterne i Europa igen fik mulighed for at udføre dissektioner, der havde været forbudt af kirken. 
En milepæl var udgivelsen af Andreas Vesalius's De humani corporis fabrica fra 1543 med yderst detaljerede beskrivelser af menneskekroppen. Også videnskabsmænd som Harvey (1578-1657) og Descartes (1596-1650) bidrog med vigtige værker i denne periode.

## Nomenklatur
Inden for anatomien bruges en særlig nomenklatur, et særligt fagsprog. Det er blevet standardiseret, så det er det samme i hele verden, f.eks. via PNA-systemet (Paris Nomina Anatomica), der sidst blev revideret i 1998. Langt størstedelen af fagbetegnelserne stammer fra latin eller latiniseringer af oldgræsk. 
Ud over at hver enkel anatomisk struktur har et navn, findes betegnelser for en række forskellige snit og retninger, som gør det nemmere at beskrive de enkelte strukturer.

### Snitplaner
Normalt bruger man de tre planer horisontalplanet, frontalplanet og sagittalplanet. Medianplanet er et specialtilfælde af sagittalplanene, der deler kroppen i to symmetriske halvdele (således det "sagittalplan", der vises på tegningen). Medianplanet er det eneste af de nævnte, der på den måde er defineret. Man kan således lave talrige horisontal-, frontal- og sagittalplaner, så længe de respekterer de vektorer, der udstikker dem. Eksempelvis kan et horisontalplan også ligge på niveau med skuldrene, knæene, eller i hvilken som helst anden højde. Se tegning

### Retninger
| Kraniel              | Opad, mod kraniet          |
| Caudal               | Nedad, mod halen           |
| Inferior             | Under                      |
| Superior             | Over                       |
| Medial               | Mod midten                 |
| Lateral              | Mod siden (væk fra midten) |
| Ventral og anterior  | Fremad                     |
| Dorsalt og posterior | Bagud eller mod ryggen     |
| Proksimal            | Mod udspringet             |
| Distal               | Væk fra udspringet         |
| Dexter               | Højre                      |
| Sinister             | Venstre                    |

I hjernen gælder:
Rostral – opad, mod spidsen af frontallapperne
Caudal – nedad mod fødderne

## Menneskets anatomi
Mennesket hører til pattedyrene og store dele af vores anatomi kan derfor genfindes i de fleste pattedyr. Her er en liste over noget af menneskets anatomi:
De latinske eller græske udtryk er skrevet med kursiv

### Bevægeapparatet
- Skelettet
- Lemmer:
  - hoved caput
  - hals collum
  - kravebenet clavicula
  - skulderen scapula
  - brystbenet sternum
  - overarm brachium
  - overarmsknoglen humerus
  - albue cubitus
  - underarm antebrachium
  - underarmsknoglerne radius og ulna
  - hånd manus
  - fingrene digiti manus
  - ribben costae
  - bækken pelvis
  - lår femur
  - lårbensknoglen femur
  - underben crus
  - skinnebenet tibia
  - lægbenet fibula
  - fod pes
  - knæ genu
  - knæskallen patella
  - rygsøjlen columna
  - Skambenet - Os pubis
  - Halebenet - Os coccygis

### Nervesystemet (systema nervosum)
Se også nerve, nervebane, dendrit, neuron
| Det er nervesystemet, som overordnet styrer alle kroppens funktioner. Det sker dels via nerverne, som hurtigt kan sende signaler ud i kroppens muskler og kirtler, og derved fortælle dem hvornår og hvormeget de skal arbejde. Dels via det endokrine system, som udsender hormoner til blodbanen, hvor blodet fører dem rundt i kroppen. Nervesystemet modtager også informationer om omverdenen via sanserne. Fra sanseorganerne og de somatosensoriske nerver i huden, musklerne og knoglerne sendes der en konstant strøm af informationer til thalamus hvor informationerne sorteres og sendes videre til andre dele af storehjernen, hvor informationerne bearbejdes. |

#### Centralnervesystemet
Hjernen (cerebrum) 
- Storhjernen Telencephalon
  - Hjernebarken Cortex cerebri
  - Basalganglierne nuclei basales
  - Mellemhjernen Diencephalon
  - Thalamus
  - Hypothalamus
- Lillehjernen cerebellum
- Hjernestammen truncus encephali
  - Midthjernen Mesencephalon
  - Hjernebroen Pons
  - Den forlængede rygmarv Medulla oblongata
- Hjernehinderne (Meninges)
  - Dura mater
  - Arachnoidea
  - Subarachnoidal rummet Spatium subarachnoideum
  - Pia mater

#### Det perifere nervesystem
- Kranial nerverne: N. olfactorius, n. opticus, n. oculomotorius, n. trochlearis, n. trigeminus, n. abducens, n. facialis, n. vestibulocochlearis, n. glossopharyngeus, n. vagus, n. accessorius og n. hypoglossus
- Spinalnerverne

### Kredsløbet (Angiologia)
Se også hjertet
| Kredsløbets funktioner er at forsyne kroppen med ilt og næringsstoffer, samt at transportere affaldsstoffer, kuldioxid og overskydende væske væk fra vævene. Hjertets højre halvdel pumper blodet ud i lungerne, hvor der udskilles kuldioxid og optages frisk ilt. Det iltede blod føres herefter tilbage til hjertets venstre halvdel, som pumper blodet ud i hovedpulsåren aorta, hvorfra blodet fordeles i kroppen. Kredsløbet omfatter ud over blodbanen også lymfebanen, som transporterer overskydende væske fra de perifere væv tilbage til venesystemet. |

- hjerte cor
- Hjertekammer - Ventriculus
- Hjertespidsen - Apex Cordis
- Hjerteforkammer - Atrium
- Blodbanen
  - blodåre, vene, arterie, kapillær
- Lymfebanen

### Fordøjelseskanalen (Apparatus digestorius)
| Fordøjelsessystemet tager sig af fordøjelsen af den mad vi spiser, samt optagelsen af næringsstofferne fra maden. Madens vej starter i munden, hvor den tygges og blandes med spytamylase. Herefter synkes maden og føres via spiserøret vil mavesækken. I mavesækken bliver maden tilsat en stærk syre og forskellige enzymer, og bliver æltet af mavens muskelbevægelser, så den bliver til en blød masse (chymus). Når maden er æltet godt igennem lukkes den i små portioner ned i tolvfingertarmen. I tolvfingertarmen tilsættes galde fra leveren og bugspyt fra bugspytkirtlen, og nu begynder optagelsen af de stoffer, som ikke behøver at blive spaltet som vandopløselige vitaminer. Den videre gang går igennem først tyndtarmen, hvor næringsstofferne optages og herefter tyktarmen, hvor væske og salte optages. Til sidst når føden til endetarmen, hvor den udskilles. Leveren og bugspytkirtlen bliver traditionelt anset som dele af fordøjelsessystemet, på trods af at de er både endokrine og eksokrine kirtler. |

- mund os
  - drøbel uvula
  - Tænder dentes
- svælg pharynx
- spiserør oesophagus
- mavesæk ventriculus (eller gaster på græsk)
- tolvfingertarm duodenum
- tyndtarm intestinum tenue
  - Jejunum
  - Ileum
- Blindtarm Caecum inkl. blindtarmsvedhænget appendix vermiformis
- Tyktarm intestinum crassum
  - colon ascendens
  - colon transversum
  - colon descendens
  - colon sigmoideum
  - Endetarmen rectum
- endetarmsåbning anus
- Lukkemuskel ved Anus - Sphincter Ani
- lever jecur (latin) hepar (græsk)
- galdeblære Vesica biliaris (eller vesica fellea)
- Bugspytkirtlen pancreas

### Åndedrætssystemet (Apparatus respiratorius)
| Åndedrætssystemet sørger for at optage ilt fra luften og binde den til hæmoglobin i blodet, samt at udskille kuldioxid fra blodet. Ilt bruges af cellerne, når de skal omsætte næringsstoffer til energi, og er derfor livsnødvendigt. Hvis en celle afskæres fra iltforsyningen vil den dø i løbet af få minutter. Udskillelsen af kuldioxid spiller en stor rolle for blodets surhedsgrad, da kuldioxid binder sig til vandet i blodet og danner kulsyre. Derfor har åndedrættet betydning for regulering af blodets syre/base balance. |

- strube larynx
- strubelåget - Epiglottis
- Luftrøret trachea
- Bronkier
- lunger pulmones
- Brystkasse/Brysthule - Thorax

### Urin- og kønsorganer (Apparatus urogenitalis)

#### Urinvejen
- nyre ren – Består af nephroner.
- Nyrekanalen - Tubulus
- Urinlederne - Ureter
- Urinblæren - Vesica urinaria
- Urinrøret - Urethra

#### Mandlige kønsorganer
- penis
- testikel testis
- bitestikel epididymis
- blærehalskirtel prostata

#### Kvindelige kønsorganer
- skede vagina
- klitoris
- Cervix
- livmoder hyster, uterus
- æggeleder salpinx
- æggestok ovarium

### Kirtler
Lukkede kirtler (Glandulae endocrinae)
- skjoldbruskkirtel glandula thyreoidea
- bugspytkirtel pancreas
- Hypofysen
- Binyrerne adrenes/ Glandulae Suprarenales

Åbne kirtler (Glandulae exocrinae)
- mundspytkirtler glandula parotis, glandula submandibularis, glandula sublingualis
- brystkirtel, bryst mamma
- tårekirtel glandula lacrimalis
- svedkirtler
- lever jecur (latin) hepar (græsk)
- bugspytkirtel pancreas

### Blod og bloddannende organer
Blod
- blod
  - blodplasma
  - Blodplader (Trombocytter)
  - Røde blodlegemer (Erytrocytter)
  - Hvide blodlegemer (Leukocytter)

Bloddannende organer
- milt splen eller lien
- Den røde knoglemarv

### Sanseorganer (Organa sensuum)
| Sanserne er nervesystemets kontakt til omverdenen. Det er gennem dem alle informationer, om hvad der foregår både uden for kroppen og inden i kroppen, kommer til centralnervesystemet, hvor de kan bearbejdes. Tilbage fra det antikke Grækenland har man regnet med, at mennesket havde fem sanser: Syn, hørelse, smag, lugt og følesans. I denne opdeling mangler vestibularsansen (balance og ligevægt) og de kinetiske sanser, som sender informationer fra muskler, sener, knogler og led. Neurologien inddeler følesansen i fire undersanser: de somatosensoriske sanser. Det er varme, kulde, tryk og berøring. Grunden til denne underinddeling er, at de fire sanser sendes ad forskellige nervebaner i rygmarven og modtages forskellige steder i hjernen. Man kan derfor godt mangle en enkelt af dem, men bevare af de andre. |

- øje oculus – se også synssans
- øre auris – se også høresans
- næse nasus – se også lugtesans
- tunge lingua – se også smagssans
- hud dermis – se også følesans
- Buegangene (balanceapparatet) Canales semicirculares

### Huden (Integumentum commune)
| Huden er kroppens ydre forsvar mod fysiske og kemiske påvirkninger, samt invasion af mikroorganismer som bakterier og virus. Den er delt i flere lag: yderst et tyndt epitellag, herunder underhuden epidermis og herunder igen læderhuden dermis. Til huden hører også hår, negle, svedkirtler og talgkirtler |

- Huden
  - ydre epitel lag
  - overhuden epidermis
  - læderhuden dermis
  - underhuden subcutis

- Derivate strukturer
  - Hår
  - Negle
  - Svedkirtler
  - Talgkirtler

### Andet
- ansigt facies
- fregne
- gane
- hår
- kranie cranium
- læbe labium
- nakke nucha
- negl unguis
- pandehule sinus frontalis
- rygsøjle, ryghvirvel columna
- skulder scapula
- talje
- tand